# ARD
ARD (Arbeitsgemeinschaft der öffentlich-rechtlichen Rundfunkanstalten der Bundesrepublik Deutschland; en español: Consorcio de instituciones públicas de radiodifusión de la República Federal de Alemania) es el consorcio de radiodifusoras públicas de Alemania. Fue fundado el 9 de junio de 1950 para representar los intereses comunes de los servicios descentralizados de radiodifusión en Alemania Occidental, así como para un canal de televisión nacional a partir de noviembre de 1952.
El consorcio está formado por nueve radiodifusoras públicas: BR (Baviera), HR (Hesse), MDR (Alemania central), NDR (noroeste y Hamburgo), Radio Bremen (Bremen), RBB (Berlín y Brandeburgo), SR (Sarre), SWR (suroeste) y WDR (Renania del Norte-Westfalia). La suma de todas ellas depara una plantilla de 22 612 empleados que se ocupan de doce canales de televisión —tres nacionales y nueve regionales—, cincuenta y cinco emisoras de radio regionales, dieciséis orquestas y ocho coros, lo que convierte a la ARD en la organización de radiotelevisión pública más grande de la Unión Europea.
A nivel nacional gestiona el canal de televisión Das Erste, producido en Fráncfort desde la organización ARD-Sternpunkt, así como otros exclusivos de televisión digital, además del servicio internacional Deutsche Welle, con sede en Bonn. Además, coproduce con ZDF —la segunda televisión pública federal— cinco señales temáticas: 3sat, Arte, KiKA, FUNK y Phoenix.
Todos los servicios públicos alemanes —ARD, ZDF y Deutschlandradio— se financian con un impuesto directo mensual y publicidad limitada por ley.
ARD es miembro de la Unión Europea de Radiodifusión desde su fundación.

## Antecedentes
Antes de que existiese la ARD, la radiodifusora pública de Alemania era la Reichs-Rundfunk-Gesellschaft (RRG), una organización paraguas fundada en 1925 por nueve emisoras regionales, con carácter descentralizado. Durante la Alemania nazi, todo el servicio público fue nacionalizado y quedó bajo control del Ministerio de Propaganda, pasando a llamarse Großdeutscher Rundfunk desde 1939 hasta 1945. Al terminar la Segunda Guerra Mundial, las tropas aliadas se hicieron cargo de la radiodifusión en sus respectivas zonas de ocupación, mediante empresas que después cederían al pueblo alemán.
En la formación de la República Federal Alemana en 1949, se había establecido que los medios de comunicación públicos recuperasen la estructura descentralizada. Para ello se creó una figura jurídica, la «institución pública de radiodifusión», que garantizaba la independencia política de cada grupo. Estos principios fueron consolidados a través de las leyes de radiodifusión de los estados federales, los tratados entre länder para compartir empresas, y las sentencias del Tribunal Constitucional Federal. El modelo de servicio público, inspirado en el de la BBC británica, incluía también un impuesto directo para su financiación.

## Historia

Imagen del primer canal de televisión de la ARD en 1970.

El consorcio «ARD» fue creado el 9 de junio de 1950 por seis radiodifusoras: Nordwestdeutscher Rundfunk (NWDR), de la zona británica; Südwestfunk (SWF), de la zona francesa; y cuatro estaciones de la zona estadounidense: BR (Baviera), HR (Hesse), Radio Bremen y SDR (Baden-Wurtemberg). La composición final incluye la creación de SFB para Berlín Oeste (1954); la división de la NWDR en las empresas NDR (norte de Alemania) y WDR (Renania del Norte-Westfalia); la incorporación de SR para el Sarre (1957), y la integración de Deutsche Welle (1962).
Mientras las emisoras de radio siempre han funcionado a nivel regional, la ARD se consolidó gracias al desarrollo de un canal de televisión federal. El 1 de noviembre de 1954 comenzaron las emisiones de Deutsches Fernsehen («Televisión Alemana»), cuya producción se repartía entre las radiodifusoras de forma proporcional.
En sus inicios, la ARD rivalizaba con la televisión de Alemania Oriental, el estado socialista de la antigua zona soviética. Por esta razón hubo especial interés en reforzar la independencia de los servicios informativos —cuyo emblema es Tagesschau— y la calidad de los espacios de entretenimiento, que podían sintonizarse en la RDA gracias a la potente señal de SFB en Berlín. En 1963 el monopolio de ARD quedó anulado con la creación de un segundo canal público federal —ZDF— y las primeras emisoras de radio privada.
En los años 1960, los miembros de la ARD comenzaron a desarrollar los llamados «terceros canales» de televisión (Dritten Fernsehprogramme), orientados al ámbito regional y la información de proximidad. El primero fue la televisión de Baviera en 1964, al que seguirían la televisión de Hesse (1964), el tercer canal conjunto de NDR, SFB y Radio Bremen (1965), WDF (1965) y Südwest 3 (1969). Hoy la ARD gestiona nueve televisiones regionales.
Después de la reunificación alemana, la ARD absorbería la radio y televisión pública de Alemania Oriental, un proceso que culminaría en 1991. Fruto de esa unión, el noreste se incorporó a la NDR mientras que se crearon dos nuevas radiodifusoras: MDR (centro de Alemania) y ORB (Brandeburgo). A partir de 2003, Berlín y Brandeburgo fusionaron sus empresas públicas para convertirse en la RBB. Por otro lado, la SDR y SWF se unieron en un solo grupo, Südwestrundfunk, a partir del 1 de octubre de 1998.

## Organización

Mapa de las radiodifusoras públicas que forman parte de la ARD, con sus respectivas zonas de emisión.

La ARD es un consorcio formado por nueve radiodifusoras públicas de ámbito regional. Esas empresas pueden dar cobertura a un solo estado federado (länder) o bien prestar servicio a varios estados, mediante un acuerdo entre los estados implicados. Todas las radiodifusoras funcionan bajo una Ley de Radiodifusión al amparo del Contrato Estatal de Radiodifusión (Rundfunkstaatsvertrag), el acuerdo multilateral entre los dieciséis estados que regula las relaciones entre los grupos públicos y privados.
Cada una de estas empresas contribuye a la red nacional de la ARD —que incluye a los canales propios y las coproducciones— en proporción al número de habitantes a los que presta servicio. En 2017, el tiempo de programación común (Gemeinschaftsprogramm) fue el siguiente: WDR, 21 %; SWR, 18,10 %; NDR, 17,50 %; BR, 16,25%; MDR, 10,60%; HR, 7,45 %; RBB, 7,10 %; SR, 1,25 %; Radio Bremen, 0,75 %. La presidencia de la ARD es rotatoria y corre a cargo del director de una de las radiodifusoras.
Como la recaudación del impuesto directo a la radiodifusión pública es nacional, cada empresa depende de las aportaciones de la ARD, también en proporción a su contribución.

### Miembros de la ARD
| Logo                        | Empresa | Nombre completo                                                | Sede           | Territorio                                                                 |
| --------------------------- | ------- | -------------------------------------------------------------- | -------------- | -------------------------------------------------------------------------- |
| Bayerischer Rundfunk        | BR      | Bayerischer Rundfunk (Radiodifusión Bávara)                    | Múnich         | Baviera                                                                    |
| Hessischer Rundfunk         | HR      | Hessischer Rundfunk (Radiodifusión de Hesse)                   | Fráncfort      | Hesse                                                                      |
| Mitteldeutscher Rundfunk    | MDR     | Mitteldeutscher Rundfunk (Radiodifusión de Alemania Central)   | Leipzig        | Sajonia Sajonia-Anhalt Turingia                                            |
| Norddeutscher Rundfunk      | NDR     | Norddeutscher Rundfunk (Radiodifusión del Norte Alemán)        | Hamburgo       | Hamburgo Baja Sajonia Schleswig-Holstein Mecklemburgo-Pomerania Occidental |
| Radio Bremen                | RB      | Radio Bremen                                                   | Bremen         | Bremen                                                                     |
| Rundfunk Berlin-Brandenburg | RBB     | Rundfunk Berlin-Brandenburg (Radiodifusión Berlín-Brandeburgo) | Berlín Potsdam | Berlín Brandeburgo                                                         |
| Saarländischer Rundfunk     | SR      | Saarländischer Rundfunk (Radiodifusión del Sarre)              | Saarbrücken    | Sarre                                                                      |
| Südwestrundfunk             | SWR     | Südwestrundfunk (Radiodifusión del Suroeste)                   | Stuttgart      | Baden-Wurtemberg Renania-Palatinado                                        |
| Westdeutscher Rundfunk      | WDR     | Westdeutscher Rundfunk (Radiodifusión del Oeste Alemán)        | Colonia        | Renania del Norte-Westfalia                                                |
| Deutsche Welle              | DW      | Deutsche Welle (Onda Alemana)                                  | Bonn           | Servicio internacional                                                     |

### Antiguos miembros
- NWDR (Nordwestdeutscher Rundfunk, 1945-1955). Radiodifusora con sede en Hamburgo, cuyo ámbito de cobertura incluía toda la zona de ocupación británica. Fue fundada en 1945 por soldados británicos, en base al modelo de la BBC. Para reducir su peso dentro de la ARD, en 1955 fue dividida en dos empresas: WDR (noroeste) y NDR (norte).[16]
- SWF (Südwestfunk, 1949-1998). Radiodifusora con sede en Baden-Baden, cuyo ámbito de cobertura incluía toda la zona de ocupación francesa excepto el Sarre. En 1998 se fusionó con la SDR para crear Südwestrundfunk.[13]
- SDR (Süddeutscher Rundfunk, 1949-1998). Radiodifusora con sede en Stuttgart y cobertura en Wurtemberg-Baden, zona de ocupación estadounidense. En 1998 se fusionó con la SWF para crear Südwestrundfunk.[17]
- SFB (Sender Freies Berlin, 1954-2003). Radiodifusora con sede en Berlín Oeste. Su programación estaba dirigida a toda la población de Berlín, incluyendo los habitantes de la zona oriental. Con la reunificación alemana se convertiría en la única institución de la capital. En 2003 se fusionó con la ORB para crear RBB.[18]
- ORB (Ostdeutscher Rundfunk Brandenburg, 1992-2003). Radiodifusora con sede en Potsdam, dirigida al estado de Brandeburgo. Se puso en marcha en 1992 sobre las frecuencias de la desaparecida Deutscher Fernsehfunk. En 2003 se fusionó con SFB para crear RBB.[19]

## Servicios

### Radio
La ARD no tiene un servicio nacional de radio, sino que los nueve miembros gestionan sus propias emisoras y programación. Por norma general, cada empresa tiene al menos una radio con informativos y otra radio musical. El número varía en proporción al tamaño de la región a la que se presta servicio. La suma total es de 55 emisoras de radio públicas entre FM y DAB.
Si una radiodifusora presta servicio a varios territorios, el primer canal está dividido en emisoras independientes para cada estado federado. El resto de cadenas son comunes.
Las empresas pueden colaborar en algunas producciones, ya sean emisoras coproducidas —como COSMO, colaboración entre WDR, RBB y Radio Bremen— o en los bloques de programación de madrugada (ARD-Nachtprogramme), elaborados por rotación entre estaciones. Actualmente hay cinco servicios comunes de franja nocturna: ARD-Popnacht (música pop), ARD-Nachtkonzert (música clásica), ARD-Hitnacht (música contemporánea), ARD-Infonacht (informativos) y Die junge Nacht der ARD (música actual).
ARD y ZDF son miembros de Deutschlandradio, el servicio nacional de radio de Alemania.

### Televisión

#### Canales nacionales
| Logo         | Programación |
| ------------ | --- |
| Das Erste    | Das Erste: Canal generalista de cobertura nacional. Su programación corre a cargo de los miembros del consorcio, sobre la base de un reparto proporcional. En su programación destacan los informativos como Tagesschau, las series de ficción alemanas (Tatort, Lindenstraße), los programas de entretenimiento y acontecimientos especiales como la Copa Mundial de Fútbol o Eurovisión. Comenzó sus emisiones el 25 de diciembre de 1952. Tiene su sede institucional en Múnich (Bayerischer Rundfunk, BR) y técnica en Frankfurt (Hessischer Rundfunk, HR). |
| ONE          | One: Canal temático de televisión digital, especializado en entretenimiento y programas juveniles. Su público objetivo es menor de 30 años. Se puso en marcha el 30 de septiembre de 1997 como EinsFestival, y ha adoptado su marca actual el 3 de septiembre de 2016. Tiene su sede en Colonia, en las instalaciones de Westdeutscher Rundfunk (WDR). |
| Tagesschau24 | Tagesschau24: Canal temático de televisión digital, especializado en información continua, boletines y reportajes. Comenzó a emitir el 30 de agosto de 1997 bajo la marca EinsExtra. Opera desde la sede de Norddeutscher Rundfunk (NDR) en Hamburgo, hogar de los servicios informativos. |
| Tagesschau24 | ARD-alpha: Canal temático de televisión digital. especializado en programas educativos. Comenzó sus emisiones el 7 de enero de 1998 como BR-alpha, un canal regional de Bayerischer Rundfunk (BR), y desde 2014 ofrece espacios de otros miembros de la ARD y de la ORF (Austria). Su sede está en Múnich. |

#### Canales regionales
Los respectivos miembros de la ARD operan un canal de televisión de ámbito regional:
- BR Fernsehen — Bayerischer Rundfunk
- HR-fernsehen — Hessischer Rundfunk
- MDR Fernsehen — Mitteldeutscher Rundfunk
- NDR Fernsehen — Norddeutscher Rundfunk y Radio Bremen («rb-tv»)
- RBB Fernsehen — Rundfunk Berlin-Brandenburg
- SR Fernsehen — Saarländischer Rundfunk (con programación de SWR)
- SWR Fernsehen — Südwestrundfunk
- WDR Fernsehen — Westdeutscher Rundfunk

#### Canales de ARD y ZDF
Como televisiones públicas de Alemania, y a pesar de ser independientes entre sí, la ARD y la ZDF comparten canales de televisión a nivel nacional e internacional:
| Logo    | Programación |
| ------- | --- |
| Phoenix | Phoenix: Canal temático de televisión digital, dedicado a documentales y programas divulgativos. Fue inaugurado el 7 de abril de 1997. |
| KiKA    | KiKA: Canal temático de televisión digital, dedicado al público infantil. Emite series, dibujos animados y programas educativos. Se puso en marcha el 1 de enero de 1997. |
| Funk    | Funk: Servicio de televisión por internet para adolescentes y jóvenes (14 a 29 años). Funciona como una plataforma de contenidos audiovisuales: los programas corren a cargo tanto de las radiodifusoras (miembros de ARD y ZDF) como de vloggers y productoras independientes. Se puso en marcha el 30 de septiembre de 2016.                                         |
| Arte    | Arte: Canal de televisión cultural franco-alemán, de vocación europea, cuya misión es «el acercamiento de los pueblos de Europa a través de programas de índole cultural e internacional». Los encargados de suministrar la programación son Arte Deutschland (ARD y ZDF) y Arte France (grupo del que France Télévisions es máximo accionista). Ámbito internacional. |
| 3sat    | 3sat: Canal de la germanofonía, disponible en cable y satélite a nivel mundial. En esta sociedad colaboran varias radiodifusoras en idioma alemán como ARD y ZDF (Alemania), ORF (Austria) y SRG SSR (Suiza), a través de Schweizer Radio und Fernsehen. Comenzó sus emisiones el 1 de diciembre de 1984. Ámbito internacional.                                        |

### Internet
El sitio web de la ARD es «ard.de». A través del portal se pueden consultar noticias, información del consorcio y acceder a los portales de los miembros de la ARD. Su gestión también está descentralizada: aunque la sede central esté en Berlín, las noticias (tagesschau.de) corren a cargo de los servicios informativos en Hamburgo; la información financiera proviene de Fráncfort; los deportes (sportschau.de) tienen sede en Colonia, y la sección de cultura se hace en Maguncia.
ARD Mediathek es el portal multimedia de la ARD. Este sitio permite escuchar las más de 50 radios regionales, tanto en directo como en formato podcast; ver los programas de televisión del grupo, señal en directo de todos los canales (restringida por localización) y archivos históricos. Además, la ARD gestiona su propio canal de YouTube.

### Deutsche Welle

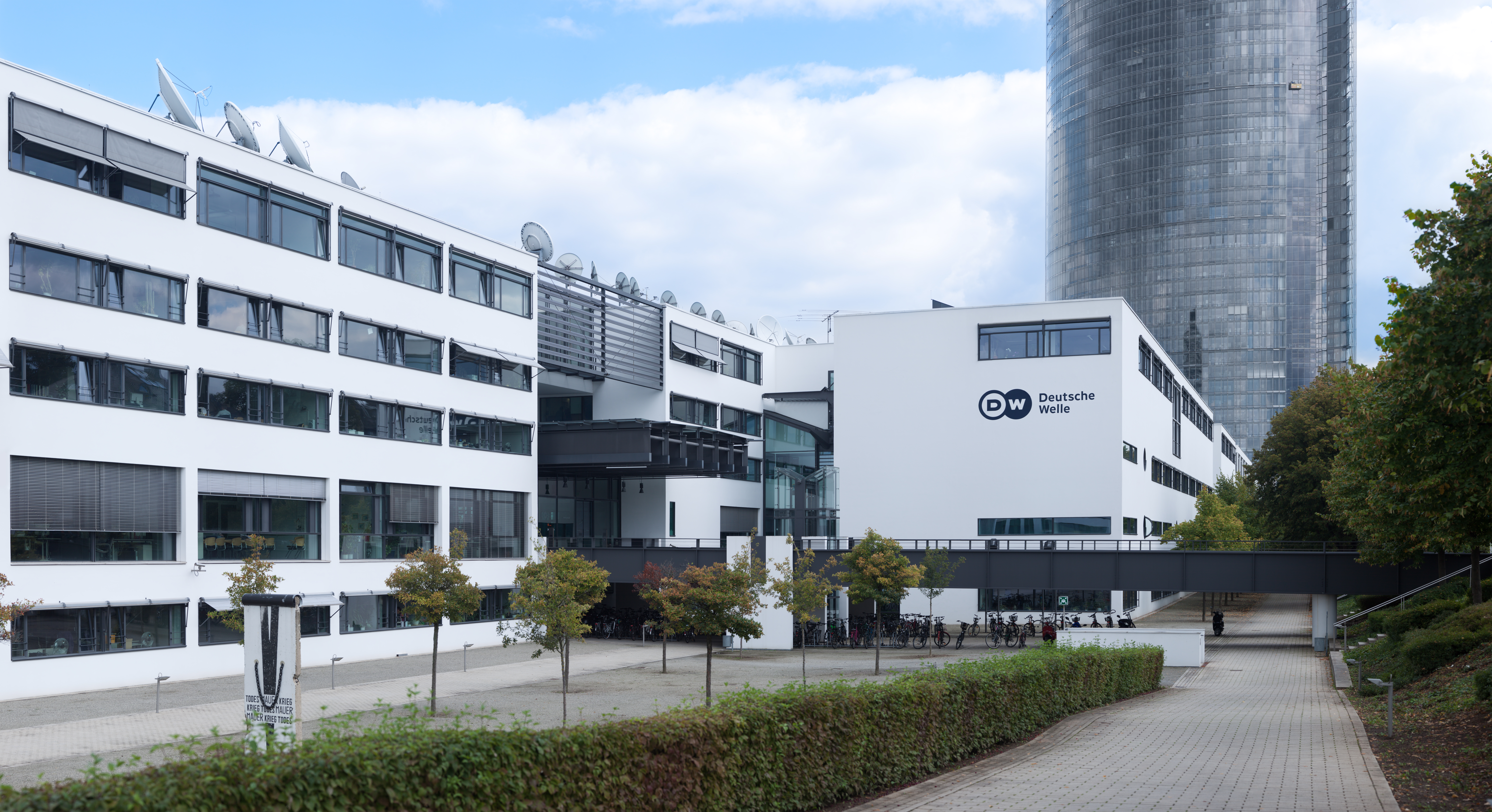
Sede central de Deutsche Welle.

Deutsche Welle (en español, significa «Onda Alemana») es el servicio internacional de la ARD que produce contenidos para radio, televisión e internet. Su objetivo es informar de la actualidad germana e internacional, así como ofrecer una amplia perspectiva sobre Alemania y favorecer el entendimiento mutuo entre culturas. Emite boletines radiofónicos en más de 30 idiomas, y su canal de televisión DW TV está disponible en cuatro idiomas: alemán, inglés, español y árabe.
La sede central de DW está situada en Bonn, y su plantilla está formada por más de 3.000 trabajadores entre personal propio, corresponsales de la ARD y colaboradores autónomos.
DW gestiona también un centro internacional de formación sobre medios de comunicación, la Deutsche Welle Akademie.